# Стригин-Оболенский, Василий Иванович Шиха
Василий Иванович Стригин-Оболенский по прозвищу Шиха — князь, воевода и наместник на службе у московских князей Ивана III и Василия III.

## Происхождение и семья
Пятый из шести сыновей боярина князя И. В. Оболенского Стриги и Степаниды, дочери И. К. Давыдова-Зубатого (из рода Морозовых). Рюрикович в XIX колене — один из многочисленных князей Оболенских, находившихся на московской службе. Имел дочь Ефросинью.

## Служба у Ивана III
Возглавлял русскую рать, посланную в Казань для помощи Мухаммед-Амину против сибирского царевича Мамука (зима 1485-1486). Командовал Большим полком конной рати, посланной к Казани для поддержки хана Абдул-Латифа (1496). Водил полк правой руки из Ржева на Литву (1502), в октябре командовал тем же полком к Муроме.

## Служба у Василия III
При получении известия из Торопца от воеводы князя В. И. Голенина-Ростовского о приходе литовцев и приведении к присяге за короля, послан туда воеводою вместе с царевичем Джанаем с городецкими татарами (август 1508).
Упоминается, как душеприказчик своего брата Фёдора Гузея (1513).
Водил полк левой руки к Дорогобужу против литовцев (1515) и водил  передовой полк из Белой к Витебску первым воеводою (1519). Наместник в Новгороде (1525).
Владел починками и пожнями на границе между Дмитровским и Переславским уездами, которые у него отнял князь Юрий Иванович дмитровский. Князь Шиха подал челобитье великому князю и тот написал Юрию Ивановичу о возврате починок, на что тот вернул 5 починков, а 11 оставил себе. Вероятно, что у него была дочь, вышедшая за Фёдора Ивановича Воронцова, так как Фёдор Иванович называет  его своим дедом и называет князей Петра и Ивана Александровичей Стригиных-Оболенских братьями своей матери.